# Stazione di Rokuchō
La stazione di Rokuchō (六町駅?, Rokuchō-eki) è una stazione ferroviaria sotterranea situata nel distretto di Adachi, a Tokyo, in Giappone ed è servita dalla linea Tsukuba Express.

## Linee
MIRC
● Tsukuba Express

## Struttura
La stazione, inaugurata nel 2005, è in galleria profonda e costituita da due binari serviti da un marciapiede a isola centrale con porte di banchina installate a protezione.
| 1 | ● Tsukuba Express | per Nagareyama-Ōtakanomori, Moriya e Tsukuba |
| 2 | ● Tsukuba Express | per Kita-Senju e Akihabara                   |

## Stazioni adiacenti
| «                                       | Servizio         | »               |
| Tsukuba Express                         | Tsukuba Express  | Tsukuba Express |
| --------------------------------------- | ---------------- | --------------- |
| Aoi                                     | Locale           | Yashio          |
| Kita-Senju                              | Rapido pendolari | Yashio          |
| Il r. sezionale e il Rapido non fermano |                  |                 |